# Argulus melanostictus
Argulus melanostictus är en kräftdjursart som beskrevs av C. B. Wilson 1935. Argulus melanostictus ingår i släktet Argulus och familjen karplöss. Inga underarter finns listade i Catalogue of Life.